# Calceolaria sotarensis
Calceolaria sotarensis är en toffelblomsväxtart som beskrevs av Francis Whittier Pennell. Calceolaria sotarensis ingår i släktet toffelblommor, och familjen toffelblomsväxter. Inga underarter finns listade i Catalogue of Life.